# 31e congrès fédéral du Parti socialiste ouvrier espagnol
Le XXXIe congrès fédéral du Parti socialiste ouvrier espagnol (en espagnol : XXXI Congreso Federal del Partido Socialista Obrero Español) est un congrès du Parti socialiste ouvrier espagnol (PSOE), organisé du 22 au 24 janvier 1988 afin d'élire la commission exécutive et d'adopter la motion d'orientation politique et les nouveaux statuts.
Felipe González, secrétaire général du PSOE depuis 1974, est réélu pour un sixième mandat.

## Candidat au secrétariat général
| Candidat | Candidat | Candidat                 | Fonction politique récente                                                       |
| -------- | -------- | ------------------------ | -------------------------------------------------------------------------------- |
|          |          | Felipe González (46 ans) | Président du gouvernement (depuis 1982) Secrétaire général du PSOE (depuis 1974) |

## Déroulement
Le congrès est convoqué les 22, 23 et 24 janvier 1988.
La motion d'orientation politique est coordonnée par une commission de rédaction composée de Txiki Benegas, José Rodríguez de la Borbolla, José María Maravall, Francisco Fernández Marugán, Alejandro Cercas, Juan Manuel Eguiagaray, Ramón Vargas-Machuca (es) et Antonio García Miralles.
Lors des débats idéologiques du 23 janvier, un amendement aux statuts est adopté qui prévoit l'instauration d'un quota de femmes au sein des organes de direction et des listes de candidats équivalant à 25 % des places à pourvoir.

## Résultats
Le 24 janvier, Felipe González est réélu secrétaire général : tous les noms qu'il propose pour la commission exécutive reçoivent une majorité de votes des délégations des fédérations territoriales, allant de 100 % pour lui-même à 70 % pour Carmen García Bloise. Sa liste pour le comité fédéral reçoit 72,9 %, contre 22,5 % au courant de la Gauche socialiste (IS), qui n'était pas parvenu à former une candidature consensuelle avec le dirigeant sortant,.

### Composition de la commission exécutive
Au sein de la nouvelle commission exécutive, les principaux postes de pouvoir se répartissent entre le vice-secrétaire général Alfonso Guerra et le secrétaire à l'Organisation Txiki Benegas. L'équipe intègre six femmes sur vingt-trois membres, soit une proportion supérieure au quota de 25 % désormais établi par les statuts.
| Commission exécutive fédérale                                     | Commission exécutive fédérale   |
| ----------------------------------------------------------------- | ------------------------------- |
| Président                                                         | Ramón Rubial                    |
| Secrétaire général                                                | Felipe González                 |
| Vice-secrétaire général                                           | Alfonso Guerra                  |
| Secrétaire à l'Organisation                                       | Txiki Benegas                   |
| Secrétaire à l'Administration et aux Finances                     | Guillermo Galeote               |
| Secrétaire à la Communication                                     | Ana Miranda de Lage             |
| Secrétaire aux Relations internationales                          | Elena Flores                    |
| Secrétaire aux Affaires économiques, sociales et syndicales       | Francisco Fernández Marugán     |
| Secrétaire à la Culture et à l'Éducation                          | Salvador Clotas                 |
| Secrétaire à la Politique institutionnelle                        | José Luis Corcuera              |
| Secrétaire aux Mouvements sociaux et à la Participation citoyenne | Alejandro Cercas                |
| Secrétaire à la Formation                                         | José Félix Tezanos (es)         |
| Secrétaire exécutif                                               | Matilde Fernández               |
| Secrétaire exécutif                                               | Enrique Múgica                  |
| Secrétaire exécutif                                               | Carmen Hermosín                 |
| Secrétaire exécutif                                               | José María Maravall             |
| Secrétaire exécutif                                               | José Acosta (es)                |
| Secrétaire exécutif                                               | Antonio García Miralles         |
| Secrétaire exécutif                                               | José Ángel Fernández Villa (es) |
| Secrétaire exécutif                                               | Dolores Renau                   |
| Secrétaire exécutif                                               | Carmen García Bloise            |
| Secrétaire exécutif                                               | Josep Maria Sala (ca)           |
| Secrétaire exécutif                                               | Miguel Ángel Martínez           |